# Spider-Man - Batman : Esprits dérangés
Spider-Man - Batman : Esprits dérangés (Spider-Man and Batman: Disordered Minds), est un comics américain, crossover entre Batman et Spider-Man, co-édité par DC Comics et Marvel Comics en 1995. Il est réalisé par Mark Bagley au dessin et J. M. DeMatteis au scénario. 
Deux ans plus tard, Batman et Spider-Man feront de nouveau équipe dans Batman et Spider-Man (Batman/Spider-Man: New Age Dawning).

## Synopsis
La chauve-souris de Gotham City et l'araignée de New York vont devoir unir leurs forces pour combattre leurs ennemis (le Joker et Carnage)...

## Éditions
- 1995 : Spider-Man and Batman: Disordered Minds (DC Comics)
- 1996 : Spider-Man & Batman (Semic, collection Spider-Man Hors Série)